# コピトゥブルッ

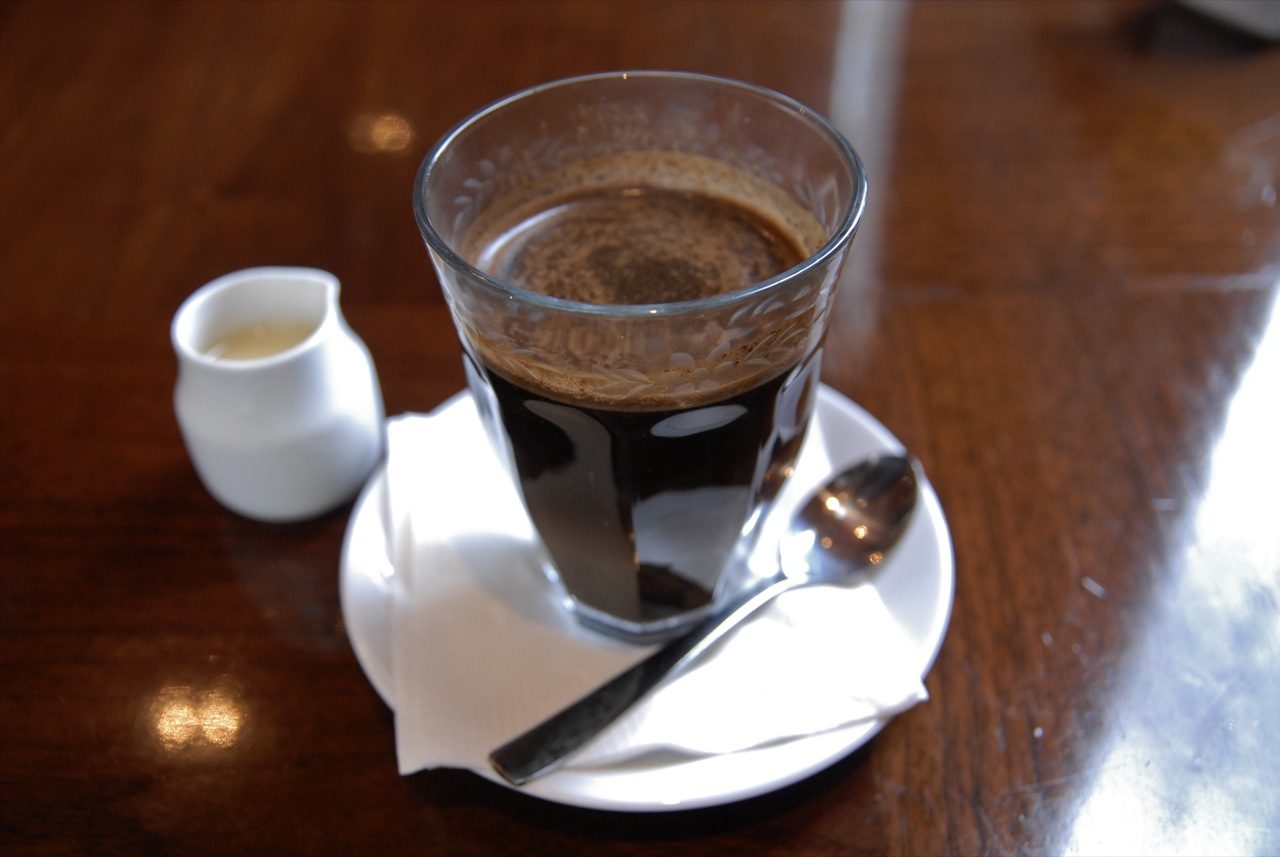
ジャカルタのコピトゥブルッ

コピトゥブルッ（Kopi Tubruk）は、コーヒーパウダー、水と砂糖を混ぜて湯を注ぎ、その上澄み液を飲む、インドネシアのコーヒーである。
このコーヒーはトルコやギリシャで飲まれるコーヒーと同様に芳醇さがある。特にジャワ島とバリで根強い人気を誇る。
このコーヒーは、中東のイスラム系商人によってインドネシアに持ち込まれたとされ、  中東においても同様の飲み方が「マッドコーヒー」として存在する。
コピトゥブルッは、いくつかの種類が存在し、甘いミルクが加えられたり、アボカドジュースと混ぜられたりすることもある。  